# Kamerunská vlajka

Kamerunská vlajka
Poměr stran: 2:3

Vlajka Kamerunu je trikolóra se svislými pruhy v panafrických barvách – zelené, červené a žluté – se žlutou pěticípou hvězdou uprostřed červeného pole.
Zelená barva znamená bohatou lesní vegetaci jihu země a naději ve šťastnou budoucnost. Červená je symbolem nezávislosti a vůle po jednotě, žlutá připomíná savanu na severu země a zároveň slunce jako zdroj štěstí národa. Hvězda symbolizuje jednotu státu.
Poměr stran vlajky je nejčastěji 2:3, ale někdy se vyvěšují i vlajky o poměru stran 1:2.

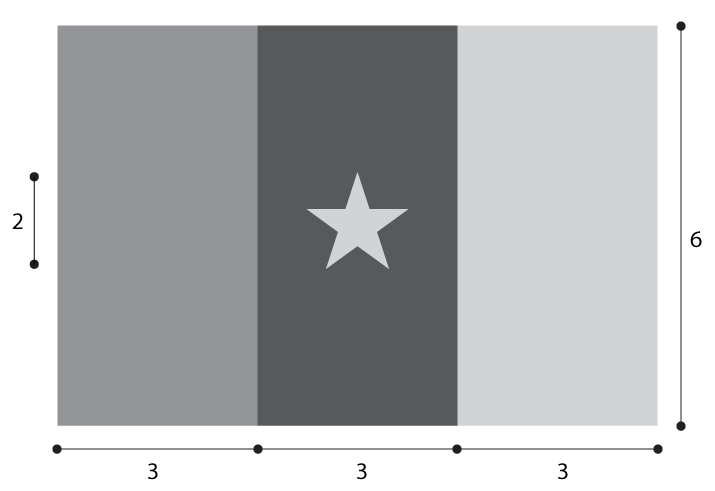
Rozměry kamerunské vlajky

## Historie
Území dnešního Kamerunu bylo objeveno portugalskými mořeplavci roku 1472. Ti se zde vylodili při hledání cesty do Asie. Řeku Wouri nazvali Rio dos Camarões (Řeka krabů) podle množství těchto korýšů u jejího ústí. V následujících stoletích do Kamerunu pronikly obchodníci ze Španělska, Nizozemska, Francie a Británie, kteří zde rozvinuli obchod s otroky. Tento obchod na počátku 19. století zanikl ale ve druhé polovině století začala v oblasti expanze německých obchodníků. 14. července 1884 vyhlásilo Německé císařství v pobřežních oblastech říšský protektorát Kamerun. První oficiální vlajkou v Kamerunu se tak, ve stejný den, stala vlajka Německého císařství.
Kolem roku 1912 začalo Německo uvažovat o rozlišení vlajek svých kolonií podle britského vzoru (německé kolonie byly považovány za nedílnou součást říše). Vlajky byly navrženy, v roce 1914 i schváleny, ale po vypuknutí 1. světové války nebyly nikdy zavedeny. Vlajkou Kamerunu měla být německá černo-bílo-červená vodorovná trikolóra s červeným štítem s bílou sloní hlavou. Existuje několik návrhů této vlajky.
V průběhu 1. světové války bylo území Kamerunu obsazeno britským a francouzským vojskem, a po konci války bylo 28. června 1919 formálně rozděleno na Francouzský a Britský Kamerun. Na obou územích se začala vyvěšovat příslušná vlajka.
Existuje vyobrazení vlajky britské části Kamerunu z let (1922–1961), šlo však zřejmě o návrh, který nebyl nikdy přijat. Informace jsou nejisté.

Vlajka Německého císařství Kamerunu Poměr stran: 2:3
Návrh vlajky Německého Kamerunu (1914) Poměr stran: 2:3
Vlajka Spojeného království Britského Kamerunu (1919–1954) Poměr stran: 1:2
Francouzská vlajka Francouzského Kamerunu (1919–1957) Poměr stran: 2:3
(?) Návrh vlajky Britského Kamerunu (1922?) Poměr stran: 1:2

22. července 1922 byl Kamerun prohlášen za mandatorní území pod správou Francie (převážná část) a Spojeného království (severozápad země při hranici s Nigérií. 13. prosince 1946 byly obě části přeměněny na poručenské území OSN. 1. října 1954 se britská část stala součástí Nigerijské federace a 15. května 1957 získala francouzská část omezenou vnitřní svrchovanost pod názvem Stát Kamerun nebo Autonomní republika Kamerun. 29. října 1957 byla zákonem č. 46 zavedena nová vlajka tohoto útvaru. Tu tvořila zeleno-červeno-žlutá vertikální trikolóra o poměru stran 2:3. Po etiopské a ghanské vlajce to byla třetí vlajka s panafrickými barvami. 1. ledna 1960 získala francouzská část nezávislost, vlajka zůstala nezměněna, 21. února byla ústavou potvrzena.
11. února 1961 bylo v britské části vyhlášeno referendum – severní část zvolila připojení k Nigérii, jižní zvolila federativní připojení ke Kamerunské federativní republice, která byla ustanovena 1. října 1961. Nové, federativní, uspořádání země se promítlo i na vlajce, na které v den vyhlášení přibyly dvě žluté, pod sebou umístěné, pěticípé hvězdy v horní části zeleného pruhu. Poměr stran vlajky byl zachován. 20. května 1972 bylo federativní uspořádání ústavou zrušeno a byla vytvořena unitární Sjednocená kamerunská republika, vlajka nebyla změněna.
20. května 1975 byla zavedena nová státní vlajka, která měla oproti předchozí pouze jednu pěticípou hvězdu (znovu žlutou, větší a umístěnou uprostřed vlajky v červeném pruhu).
4. února 1984 byl dodatkem k ústavě (zákon č. 84-1) změněn název státu na Kamerunská republika. Změněn byl v této souvislosti pouze státní znak, vlajka ne.

Kamerunská vlajka (1957–1961) Poměr stran: 2:3
Kamerunská vlajka (1961–1975) Poměr stran: 2:3

31. prosince 1999 došlo v anglofonní Jihozápadní provincii k vyhlášení Federativní republiky Jižního Kamerunu. Vlajkou tohoto útvaru se stala vlajka s devíti, stejně širokými, pruhy – střídavě světle modrými (5) a bílými (4). Ve světle modrém karé (stejného odstínu, jako pruhy) o šířce pěti pruhů je umístěna bílá holubice v kruhu deseti žlutých pěticípých hvězd orientovaných jedním cípem do jeho středu. Vláda na tento akt odpověděla represí, vedení Národní rady Jižního Kamerunu se přesunulo do exilu a vstoupilo do Organizace nezastoupených států a národů. 14. srpna 2006 byla na tomto území vyhlášena Republika Ambazonie. Existuje několik variant vlajek jihokamerunských separatistů (jiná kresba holubice, počet hvězd nebo zcela odlišná vlajka).

Vlajka Federativní republiky Jižního Kamerunu/Ambazonie Poměr stran: 2:3